# Chuyến bay 901 của Air New Zealand
Chuyến bay 901 của Air New Zealand (TE-901) là một chuyến bay ngắm cảnh Nam Cực thường lệ của hãng Air New Zealand hoạt động giữa năm 1977 và 1979, từ sân bay Auckland đến Nam Cực và trở về thông qua Christchurch. Ngày 28 tháng 11 năm 1979, chuyến bay thứ 14 của TE-901, một chiếc máy bay McDonnell Douglas DC-10-30 đăng ký ZK-NZP, đã va vào núi Erebus trên đảo Ross, Nam Cực, khiến tất cả 237 hành khách và 20 phi hành đoàn tử nạn. Tai nạn này thường được gọi là Tai họa núi Erebus.
Điều tra ban đầu kết luận vụ tai nạn là do lỗi của phi công nhưng việc công chúng phản đối kịch liệt đã dẫn đến việc thành lập một Ủy ban Điều tra Hoàng gia điều tra tai nạn này. Ủy ban này, chủ trì bởi Peter Mahon, đã kết luận rằng vụ tai nạn đã bị gây ra bởi một sự điều chỉnh tọa độ của đường bay đêm trước khi thảm họa, cùng với việc không thể thông báo trước cho tổ bay về thay đổi, với kết quả là máy bay, thay vì được chỉ dẫn bởi máy tính xuống eo biển McMurdo (như các phi hành đoàn giả định), đã được chuyển hướng vào con đường núi Erebus. Cáo buộc cuối cùng đã dẫn đến thay đổi lãnh đạo cấp cao của hãng hàng không Air New Zealand. Vụ tai nạn này là vụ tai nạn có số người chết nhiều nhất New Zealand trong thời bình.

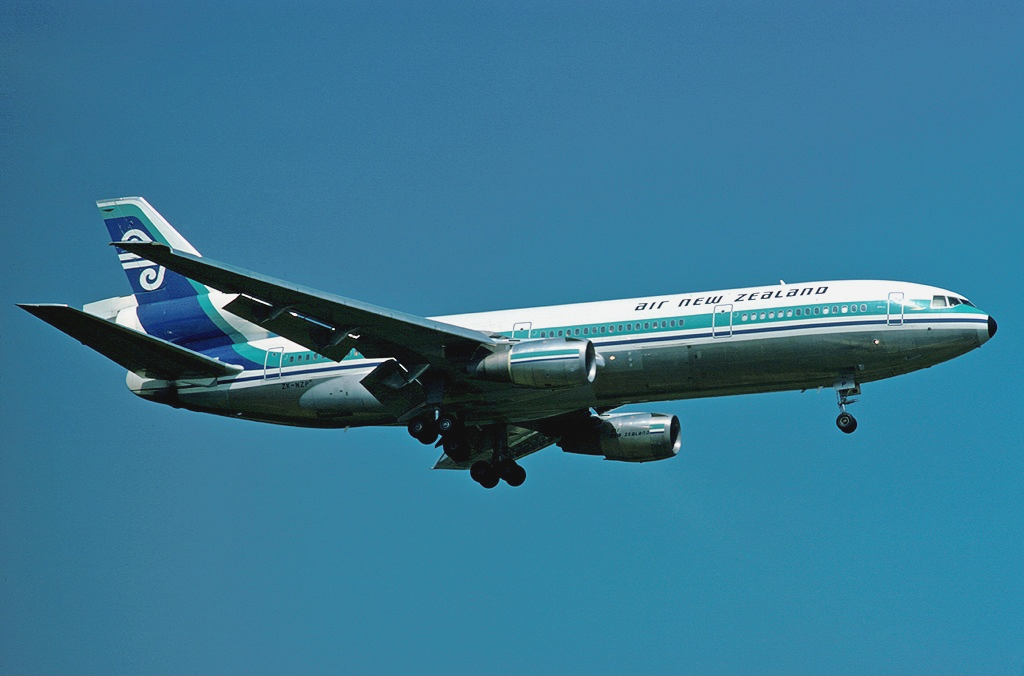
Chiếc máy bay bị tử nạn được nhìn thấy ở sân bay London Heathrow năm 1977.

Chuyến bay này được thiết kế và được tiếp thị với vai trò trải nghiệm tham quan độc đáo, mang theo một người hướng dẫn Nam Cực giàu kinh nghiệm để chỉ cho khách các địa điểm nổi bật và danh lam thắng cảnh bằng cách sử dụng hệ thống truyền thanh máy bay, trong khi hành khách được thưởng thức chuyến bay thông qua eo biển McMurdo. Chuyến bay sẽ rời đi và trở lại New Zealand trong cùng ngày.
Chuyến bay 901 theo lịch sẽ rời sân bay quốc tế Auckland vào lúc 8:00  sáng để đến Nam Cực, và sẽ quay lại sân bay quốc tế Christchurch lúc 7:00 pm sau khi bay tổng cộng quãng đường dài 5.360 dặm (8.630 km). Máy bay sẽ dừng ở Christchurch 45 phút để đổ xăng và thay phi hành đoàn trước khi bay quãng đường 464 dặm (747 km) còn lại đến Auckland, đến vào lúc 9:00 pm. Vé bán vào thời điểm tháng 11 năm 1979 cho khách trên chuyến bay này là 360 $ mỗi người (tương đương khoảng 1218 USD vào thời điểm tháng 9 năm 2009).
Các chức sắc, chẳng hạn như Sir Edmund Hillary đã làm người hướng dẫn trên các chuyến bay trước đó. Hillary dự kiến sẽ làm người hướng dẫn cho các chuyến bay gây tử vong ngày 28 tháng 11 năm 1979, nhưng đã phải hủy bỏ do các cam kết khác. Bạn lâu năm và người đồng hành leo núi của ông, Peter Mulgrew, đã làm hướng dẫn thay ông trong chuyến bay này.
Chiếc máy bay này thường có lượng khách khoảng 85% số ghế; các ghế trống, thường nằm ở giữa trung tâm, cho phép hành khách di chuyển dễ dàng giữa khoang để nhìn qua cửa sổ.
Chiếc máy bay sử dụng cho các chuyến bay Nam Cực là chiếc McDonnell Douglas DC-10-30 thứ 8 của hãng Air New Zealand. Chiếc máy bay này có số đăng ký ngày 28 tháng 11 là ZK-NZP.
Là chiếc DC-10 thứ 182 được sản xuất, và chiếc DC-10 thứ 4 được giới thiệu bởi hãng Air New Zealand, ZK-NZP đã được giao cho hãng hàng không này ngày 12 tháng 12 năm 1974 tại nhà máy Long Beach của McDonnell Douglas. Nó là chiếc DC-10 của Air New Zealand lắp động cơ General Electric CF6-50C vào thời điểm lắp đặt chiếc máy bay, và đã có 20.750 giờ bay đến thời điểm rơi.